# Jucás (Ceará)
Jucás é um município situado na região centro-sul do estado do Ceará, no Brasil. Sua população segundo o censo de 2010 do Instituto Brasileiro de Geografia e Estatística era de 23 807 habitantes. No entanto, chegou a 23 922 habitantes no Censo de 2022, o que representa um aumento de 0,48%.

## Etimologia
O topônimo Jucás é uma alusão à palavra ajucá, de origem tupi, podendo significar:
- o verbo matar;
- o nome uma árvore leguminosa, Caesalpinia leiostachya, a árvore do jucá, da qual os índios faziam os seus tacapes ou paus de matar;
- o nome da tribo indígena dos jucás, que habitava a bacia hidrográfica do rio Jucá.

Sua denominação original era São Mateus, depois São Mateus dos Inhamuns e, desde 1943, Jucás.

## História
As margens do rio Jucá eram habitadas por diversas etnias Tapuias, dentre elas os Jucá, Quixelô, Quixerariú, Cariús e Candandu e outras. Com a definitiva expansão portuguesa no interior do Ceará, a partir da segunda metade do século XVII, essas etnias são aldeadas numa missão. Com os movimentos migratórios colonizadores dos séculos XVII e XVIII, que partiram da Bahia e de Pernambuco e tinham como principal atividade a agricultura e a pecuária, essas terras foram definitivamente ocupadas por fazendeiros, através das sesmarias. A convivência dos fazendeiros com os indígenas nunca foi amena, da mesma forma entre os fazendeiros e os religiosos.
As primeiras manifestações de apoio eclesial provêm da missão indígena, criada por um frade carmelita. Dessa Missão Indígena e a implementação da ocupação, surgiu o núcleo urbano de Jucás, à época São Matheus. A mudança do nome ocorreu não por vontade do povo e sim por iniciativa própria do Interventor estadual Francisco Menezes Pimentel.

## Geografia

### Clima
Tropical quente semiárido com pluviometria média de 586 milímetros com chuvas concentradas de janeiro a abril.

### Hidrografia e recursos hídricos
Jucás está situada à margem esquerda do Rio Jaguaribe. As principais fontes de água fazem parte da bacia do Alto Jaguaribe, sendo elas os riachos da Seda, do Eusébio, Viúva do Godo, Suassurana e Ererê (divisa com Acopiara) e outros tantos. O açude de grande porte localiza-se no norte do município, o Açude Trussu.

### Relevo e solo
O relevo faz parte Depressão Sertaneja, com leves acidentes geográficos, com destaque para algumas pequenas cadeias montanhosa (maciços residuais em pequena serra) ao noroeste: Serra da Mata e da Estrela. Relevo Cenozoico, com solos litólicos e podzólicos. A altitude situa-se entre 200 e 500 metros acima do nível do mar, com exceção da pequena porção a noroeste, na qual os valores ultrapassam os 700 metros.

### Vegetação
A vegetação predominante é caatinga arbustiva densa e a caatinga arbórea (floresta caducifólia espinhosa).

### Subdivisão
O município é dividido em seis distritos:
- Jucás (sede);
- Baixio da Donana;
- Canafístula;
- Vila Mel;
- Poço Grande;
- São Pedro do Norte.[12]

## Aspectos socioeconômicos
A maior concentração populacional encontra-se na zona rural. A sede do município dispõe de abastecimento de água, fornecimento de energia elétrica, serviço telefônico, agência de correios e telégrafos, serviço bancário, hospitais, hotéis e ensino de primeiro e segundo graus.
A economia local é baseada na agricultura (algodão arbóreo e herbáceo, banana, milho, feijão e arroz); e na pecuária (bovinos, suínos e avícola).
O turismo religioso também é uma das fontes de renda. A festa da padroeira Nossa Senhora do Carmo reúne no município cerca de 15 mil pessoas ao longo do evento. O mês de julho, caracterizado pela realização da festa, é o segundo mais lucrativo do município, perdendo apenas para o mês janeiro em arrecadação de impostos para o município.

## Datas comemorativas
- Festival de quadrilhas (junho)
- Festa da padroeira Nossa Senhora do Carmo (7 a 16 de julho);
- Jucás Folia (setembro);
- Dia do município (17 de outubro);
- Bode de Ouro (Vila São Pedro).

## Política
A administração municipal localiza-se na sede, Jucás.

## Jucaenses Ilustres
- Ari de Sá Cavalcante, professor e proeminente figura da educação cearense.
- João da Silva Leal, militar e interventor federal do Ceará.